# Planaltoeremit
Planaltoeremit (Phaethornis pretrei) är en fågel i familjen kolibrier.

## Utbredning och systematik
Planaltoeremiten förekommer i centrala Brasilien, östra Bolivia, östra Paraguay och norra Argentina.

## Status
IUCN kategoriserar arten som livskraftig.